# 法蒂玛王朝
法蒂玛王朝（阿拉伯语：الدولة الفاطمية），又稱法提瑪哈里發國，中國古稱綠衣大食，北非伊斯蘭王朝，得名于伊斯兰教先知穆罕默德之女法蒂玛。

## 歷史
法蒂瑪哈里發屬於什葉派的伊斯瑪儀派。什葉派於八世紀時分裂，起因是第六代伊瑪目賈法爾·薩迪克的繼承人問題。賈法爾的長子伊斯瑪儀先於賈法爾去世，因此賈法爾將另一子穆薩·卡齊姆立為繼承人。當賈法爾於765年去世，什葉派即分裂為十二伊瑪目派（追隨穆薩及其後代）與伊斯瑪儀派（追隨伊斯瑪儀之子穆罕默德及其後代）。
909年，第十代伊斯瑪儀派伊瑪目欧拜杜拉·馬赫迪自称哈里发，建都马赫迪亚城，攻打摩洛哥的伊德里斯王朝，征服摩洛哥，並进而占领整个马格里布和西西里岛。969年哈里发穆伊兹派部将乔海尔征服阿拉伯帝国统治下的埃及，973年迁都开罗。
第六任哈里发哈基姆，放弃了前任的宗教宽容政策，残酷迫害犹太教徒和基督教徒，并于1010年拆毁耶路撒冷的圣墓教堂。由於和東羅馬帝國的長期戰爭，法蒂玛王朝元氣大傷。
1073年，被塞爾柱帝國擊敗而失去耶路撒冷。
1171年法蒂玛王朝大臣萨拉丁在近卫军支持下发动政变，推翻法蒂玛王朝的哈里发阿迪德，建立阿尤布王朝，法蒂玛王朝灭亡。

## 哈里发
1. 欧拜杜拉·馬赫迪（909—934，王朝建立者）
2. 戛伊姆（934—946）
3. 曼蘇爾（英语：Al-Mansur bi-Nasr Allah）（946—952）
4. 穆仪兹（952年—975年，任內征服埃及）
5. 阿齊茲（英语：Al-Aziz Billah）（975—996）
6. 哈基姆（996—1021）
7. 扎希爾（英语：Al-Zahir li-i'zaz Din Allah）（1021—1035）
8. 穆斯坦綏爾（1035—1094，伊斯兰历史上在位时间最长的哈里发）
9. 穆斯塔利（1094—1101）
10. 阿米爾（英语：Al-Amir bi-Ahkam Allah）（1101—1130）
11. 哈菲茲（英语：Al-Hafiz）（1130—1149）
12. 扎菲爾（英语：Al-Zafir）（1149—1154）
13. 法伊茲（英语：Al-Fa'iz bi-Nasr Allah）（1154—1160）
14. 阿迪德（英语：Al-Adid）（1160—1171）